# Альбрехт, Карл Иванович (генерал)
Ка́рл Ива́нович А́льбрехт (1789 — 1859, Бавария) — русский офицер-кавалерист немецкого происхождения, генерал-лейтенант, участник Отечественной войны 1812 года.

## Биография

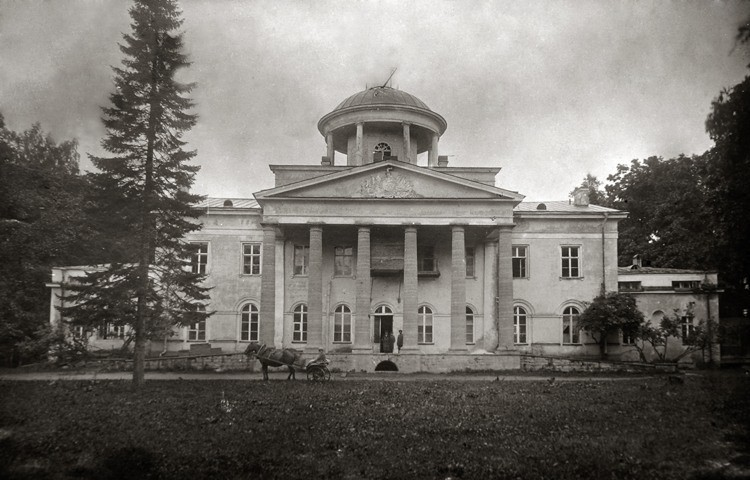
Дворец Карла Альбрехта в Котлах

Потомок выходца из Пруссии Людвига фон Альбрехта. Сын полковника Ивана Львовича Альбрехта (1768–1839) от брака с Эрминой Карловной Крузе, дочерью лейб-медика. По отцовской линии происходил от Романа Брюса, заведовавшего строительством Петропавловской крепости. Брат генерал-лейтенанта Александра Ивановича Альбрехта.
Почти всю свою военную службу провёл в рядах Лейб-гвардии Гусарского полка. Боевое крещение принял портупей-юнкером  в сражении 20 ноября 1805 при Аустерлице. 17 мая 1806 года произведён в корнеты, а 15 января 1807 года — в поручики. За участие в кампании против французов 1807 года (Гуттштадт, Гейльсберг, Фридланд) награждён Аннинским оружием.
2 марта 1809 года произведён в штабс-ротмистры, а 26 января 1812 года — в ротмистры.
Во время Отечественной войны 1812 года в сражении 13 июля под Островно спас штабс-ротмистра М. И. Бакаева, под которым была убита лошадь. Вражеские уланы окружили офицера, изрубили его саблями и собирались захватить в плен, но Альбрехт с несколькими гусарами бросился на них и отбил товарища. На следующий день, 14 июля 1812 года, в сражении у Какувячино Альбрехт с двумя эскадронами гусар по приказу командовавшего сводным арьергардом 1-й Западной армии П. П. Коновницына лихой атакой спас шесть русских пушек, захваченных французами. При этом он был тяжело ранен пулей в ногу навылет. За храбрость Альбрехт 16 декабря 1812 года был произведён в полковники, но из-за ранения вернулся в строй только в 1813 году.
В кампанию 1813 года участвовал в сражениях при Лютцене, Бауцене, под Кульмом и в Битве народов при Лейпциге. Во время сражения при Кульме 18 августа 1813 года лейб-гусары лихой атакой зашли во фланг французской пехоте, при этом Альбрехт взял с боя три пушки, за что был награждён орденом Святого Георгия 4-й степени. За участие в Битве народов при Лейпциге получил орден Святой Анны 2-й степени.
Во время кампании 1814 года во Франции отличился 27 февраля 1814 года при Реймсе, отбросив противника на три версты и сохранив нашу артиллерию. За подвиги во время войны получил от прусского короля орден Красного орла 3-й степени и военный орден Pour le Mérite.
17 октября 1817 года Альбрехт был назначен командиром Польского уланского полка. 21 августа 1818 года вышел в отставку генерал-майором.
Умер в 1859 году, находясь на лечении в Баварии. Погребен в своем имении Котлы в Ямбургском уезде, которое унаследовал в 1839 году.

## Награды
Российской империи:
- Орден Святой Анны 4-й степени (21 октября 1807)[4]
- Орден Святого Георгия 4-го класса (30 апреля 1814)[5] (За сражения под Пирною, Ноллендорфом и Кульмом, 15, 16, 17 и 18 августа 1813 г)[2]
- Орден Святой Анны 2-й степени (за сражение при Лейпциге, 4 октября 1813 г)[2]
- Серебряная медаль «В память Отечественной войны 1812 года» (1814)

Пруссии:
- Кульмский крест (1813)
- Орден Красного орла 3-го класса (1814).
- Орден «Pour le Mérite» (6 мая 1814)[6]

## Семья
Был женат дважды.
1. жена (с 6 августа 1819 года)[7] — Варвара Сергеевна Яковлева (17.09.1802[8]—1831), одна из семи дочерей действительного статского советника С. С. Яковлева, внучка купца-миллионера Саввы Яковлева. Родилась в Петербурге, крещена 24 сентября 1802 года в Казанском соборе при восприемстве Г. С. Соколовского и сестры Екатерины. Скончалась в мае 1831 года во время эпидемии холеры в Петербурге, А. Я. Булгаков сообщал дочери: «Умерла в два дня молодая Альбрехт, урождённая Яковлева, дочь богача, её называли хорошенькой, осталось много детей»[9].
  - Александр (19.04.1820[10]—04.04.1849[11]), изображен вместе с матерью на картине Кипренского в глубине парка; коллежский секретарь, умер «от падучей болезни» в Петербурге; похоронен в имении Котлы.
  - Константин, умер в младенчестве.
  - Елизавета, умерла в младенчестве.
  - Мария (1823—1893), замужем за Николаем Карловичем Барановым (1817—1864).
  - Екатерина (11.08.1824[12]—1900), замужем с 24 января 1847 года[13] за капитаном Ричардом Ивановичем Трувеллером.
  - Михаил (17.04.1827[14]— ?), служил в Кирасирском полку.
  - Ольга (02.07.1828[15]—1898), возможно, её отцом был император Николай I[источник не указан 82 дня]; с 1847 года замужем за М. М. Рейтерном.
  - Софья (04.12.1830— ?), замужем за Егором Юрьевичем Поливановым.
2. жена (с 18 апреля 1841 года)[16] — Александра Александровна Углицкая (1822—1864), дочь полковника, троюродная сестра поэта М. Ю. Лермонтова.
  - Пëтр (02.05.1842[17]—1895), ротмистр лейб-гвардии Гусарского полка.
  - Александра (05.02.1844[18] — ?), крестница графа П. К. Эссена и сестры Марии, умерла в младенчестве.